# آبسیدین انرژی
آبسیدین انرژی (انگلیسی: Obsidian Energy) شرکت نفت و گاز کانادایی است، که در سال ۱۹۷۹ تأسیس شد.